# Macnelly Torres
Macnelly Torres Berrio (ur. 1 listopada 1984 w Barranquilli) – kolumbijski piłkarz grający na pozycji ofensywnego pomocnika, obecnie zawodnik Atlético Nacional.

## Kariera klubowa
Karierę piłkarską Torres rozpoczął w klubie Atlético Junior. W 2002 roku zadebiutował w jego barwach w Copa Mustang. W sezonie 2004 stał się podstawowym zawodnikiem Atlético Junior i wywalczył z nim wówczas mistrzostwo Kolumbii. W Atlético Junior występował do końca sezonu 2005.
Na początku 2006 roku Torres przeszedł z Atlético Junior do zespołu Cúcuta Deportivo, gdzie podobnie jak w klubie z Barranquilli grał w podstawowym składzie. W 2006 roku przyczynił się do wywalczenia przez Deportivo pierwszego w historii klubu mistrzostwa Kolumbii. Zawodnikiem Deportivo był przez 2,5 roku.
W połowie 2008 roku Torres odszedł za 2,5 miliona dolarów do chilijskiego CSD Colo-Colo. Pod koniec roku sięgnął z Colo Colo po tytuł mistrza fazy Clausura za rok 2008. Natomiast w 2009 roku obronił z Colo Colo tytuł mistrzowski fazy Clausura.
Na początku 2011 roku Torres na zasadzie wypożyczenia wrócił do Kolumbii i został piłkarzem Atlético Nacional. Latem 2011 przeszedł z Colo Colo do meksykańskiego zespołu San Luis FC, a po upływie pół roku powrócił do Atlético Nacional.
| Sezon     | Klub              | Kraj     | Rozgrywki        | Mecze | Bramki |
| --------- | ----------------- | -------- | ---------------- | ----- | ------ |
| 2002      | Atlético Junior   | Kolumbia | Copa Mustang     | 9     | 0      |
| 2003      | Atlético Junior   | Kolumbia | Copa Mustang     | 21    | 0      |
| 2004      | Atlético Junior   | Kolumbia | Copa Mustang     | 26    | 6      |
| 2005      | Atlético Junior   | Kolumbia | Copa Mustang     | 23    | 0      |
| 2006      | Cúcuta Deportivo  | Kolumbia | Copa Mustang     | 43    | 3      |
| 2007      | Cúcuta Deportivo  | Kolumbia | Copa Mustang     | 36    | 8      |
| 2008      | Cúcuta Deportivo  | Kolumbia | Copa Mustang     | 15    | 0      |
| 2008      | CSD Colo-Colo     | Chile    | Primera División | 18    | 5      |
| 2009      | CSD Colo-Colo     | Chile    | Primera División | 24    | 3      |
| 2010      | CSD Colo-Colo     | Chile    | Primera División | 27    | 4      |
| 2011      | Atlético Nacional | Kolumbia | Copa Mustang     | 17    | 5      |
| 2011/2012 | San Luis FC       | Meksyk   | Primera División | 16    | 1      |
| 2012      | Atlético Nacional | Kolumbia | Copa Mustang     |       |        |

## Kariera reprezentacyjna
W reprezentacji Kolumbii Torres zadebiutował 28 czerwca 2007 roku w przegranym 0:5 meczu Copa América 2007 z Paragwajem, gdy w 57. minucie zmienił Álvaro Domíngueza. W tym turnieju wystąpił także w pozostałych dwóch meczach Kolumbii: z Argentyną (2:4) i ze Stanami Zjednoczonymi (1:0).